# Álvaro Pacheco (treinador)
Álvaro Adriano Teixeira Pacheco (nascido em 25 de junho de 1971) é um treinador e ex-futebolista português que atuava como atacante. Atualmente está sem clube.
Depois de ter completado 70 jogos no segundo escalão como jogador, trabalhou como auxiliar técnico de Miguel Leal antes de assumir o comando técnico do Fafe. Contratado pelo Vizela em 2019, conquistou duas promoções consecutivas no comando do clube, levando-o à primeira divisão.

## Carreira como jogador
Nascido em Lixa, Pacheco é um produto das academias de base dos clubes locais Lixa e Felgueiras, enquanto trabalhava como serralheiro mecânico com seu pai na adolescência. Aos 17 anos, começou a treinar com os seniores do Felgueiras, onde passou a profissional.
Ele jogou mais de 70 jogos na segunda divisão e passou a maior parte de sua carreira em ligas semiprofissionais de Portugal. Seu primeiro trabalho como treinador foi em 2005, nas categorias de base do clube Paredes, onde também conheceu Miguel Leal, que era adjunto de Rui Quinta. Ele se aposentou como jogador em 2007/08, aos 34 anos.

## Carreira como treinador

### Primeiros Anos
Após aposentar-se como jogador, tornou-se adjunto de Miguel Leal no Penafiel, onde ajudou o clube a subir à Primeira Liga em 2013/14, e continuou a integrar as equipes técnicas de Leal até 2017/18, passando também pelo Moreirense e Boavista. Em 2018, acompanhou Filipe Ribeiro para o Lietava Jonava, na Lituânia.
Em 24 de setembro de 2018, assumiu como treinador do Fafe, que estava em sétimo lugar da terceira divisão portuguesa. Em sua única temporada no clube, o treinador alcançou bons números, se classificando para as playoffs de promoção à Segunda Liga, mas foi eliminado para o Praiense nas quartas de final.

### Vizela
Em junho de 2019, Pacheco assinou com o Vizela, equipe que também havia sido eliminada nas playoffs da época anterior. Sua primeira temporada foi interrompida pela pandemia de COVID-19, mas a Federação Portuguesa de Futebol decidiu pela promoção para a segunda divisão dos líderes do campeonato, Vizela e Arouca.
Na temporada seguinte, Pacheco liderou o clube em sua segunda promoção consecutiva, após a vitória de 22 de maio de 2021, por 5–2 sobre o Vilafranquense. O Vizela passaria a disputar a segunda temporada de sua história na Primeira Liga, sendo a única outra em 1984–85. Pela conquista, foi nomeado Treinador do Ano na competição pelo Prêmio LPFP e renovou contrato por mais dois anos.
Em seu primeiro jogo na primeira divisão, em 6 de agosto de 2021, o Vizela de Pacheco perdeu por 3–0 para o então campeão Sporting CP. Em 23 de dezembro, sua equipe venceu por 1–0 em casa na quinta rodada da Taça de Portugal contra os detentores da taça, Braga. A equipe foi eliminada em casa por 3–1 pelo Porto nas quartas de final em 12 de janeiro de 2022.
Em 30 de novembro de 2022, após deixar o Vizela na 13ª posição da liga, enquanto a temporada estava pausada devido à Copa do Mundo de 2022, Pacheco foi demitido e substituído pelo treinador dos sub-23, Tulipa. Dias depois, ele foi homenageado pela Câmara Municipal de Vizela e disse que teria desejo de regressar ao clube.

### Estoril
Em 19 de junho de 2023, Pacheco foi contratado por um ano pelo Estoril Praia, outra equipe da primeira divisão, onde ele havia atuado anteriormente enquanto jogador profissional.
Em 24 de setembro, após seis partidas na Primeira Liga, o Estoril, que ocupava a penúltima posição na tabela com 4 pontos, anunciou que Pacheco e sua equipe técnica haviam sido dispensados de suas funções.

### Vitória SC
Em 4 de outubro de 2023, Pacheco foi anunciado como treinador do Vitória SC, da Primeira Liga, assinando um contrato de dois anos com a equipe de Guimarães. A chegada de Álvaro Pacheco ao Vitória trouxe um recorde de pontuação na 19ª rodada, com 36 pontos.
Caracterizado pela sua boina, uma marca registrada, bem como por seu carisma e maneira de viver o futebol, Álvaro Pacheco começou a chamar atenção internacionalmente. O Diario AS indicou uma "revolução" nos bancos de reservas em Portugal, enquanto o jornal italiano Gazzetta dello Sport destacou o treinador. Em entrevista, Pacheco revelou que o seu maior sonho é chegar à Champions League .
O destaque internacional do Vitória naquela temporada chamou a atenção especialmente do Brasil. O atacante brasileiro André Silva, que já tinha marcado dez gols com a camisa da equipe portuguesa, foi vendido em março de 2024 para o São Paulo. Futuramente, foi a vez de Pacheco ser sondado pelo Cuiabá. A equipe começava muito mal o Campeonato Brasileiro e buscou contratá-lo para assumir o cargo de treinador. Álvaro aceitou ouvir os termos do clube, mas as negociações não avançaram.
Após recusar o clube, Pacheco continuou sua campanha quase recordista (pois saiu da equipe um jogo antes de quebrar o recorde de pontos) de pontos com o Vitória. A equipe brigava ativamente por uma vaga na Liga Europa, mas estava ocupando a quinta colocação do Campeonato e precisava que seus adversários tropeçassem. Paralelo a isso, outro clube brasileiro buscou a contratação dele.
Álvaro novamente estava disposto a ouvir a proposta e se interessou por ela. O treinador, então, buscou assinar com o Vasco da Gama e isso irritou o presidente do Vitória. António Miguel afirmou que Pacheco "precisa pedir desculpas" por deixar o time tão próximo do fim da temporada. A época era muito especial para os adeptos do clube, pois eles faziam sua melhor campanha no Campeonato Português:
| “                                                                    | É totalmente surreal imaginar que a diretoria do Vitória permitiu que o Álvaro tivesse faltado a um evento do grupo para se reunir com outro clube. Um pedido de desculpa é o mínimo, isso lamentamos. Percebendo os fatos, achamos que devíamos ter paz e tranquilidade para a temporada chegar ao final e tomar depois as medidas corretas. A três dias do fim, isso não faz muito sentido, mas as ações ficam com cada um. Obviamente não fico satisfeito com os fatos. Lamento porque deveria ter acabado a temporada. Somos todos pessoas, todos temos sentimentos, entendemos que o Álvaro pense na próxima temporada, mas as coisas têm de ser feitas de determinada forma, o que não foi o caso. Quando não acontecem, é preciso pedir desculpa ao emblema. Lamento que não tenha acontecido. | ” |
| — António Miguel, presidente do Vitória, sobre a saída do treinador. | |   |

Na sequência, o treinador e a equipe rescindiram seu contrato. Álvaro, no entanto, acionou sua equipe para processar António por difamação.
| “                                              | Na sequência do sucedido nas últimas semanas, sobretudo nesta quarta-feira dia 15 de maio de 2024, em que o Presidente do Vitória SC, António Miguel Cardoso proferiu publicamente inúmeras afirmações, muito graves que atacam a honra e o bom nome de Álvaro Pacheco, o treinador e sobretudo o homem de fortes valores que é, decidindo, assim, avançar com uma queixa-crime por difamação contra António Miguel Cardoso. A falta de palavra tem sido uma constante, mas teve o seu ponto mais grave hoje com António Miguel Cardoso a faltar à verdade em toda a linha sobre tudo o que envolveu a saída de Álvaro Pacheco do Vitória SC. Pelos valores que defende, desde logo a honra, o respeito e ainda mais pela ligação, entrega e compromisso que sempre teve com o Vitória Sport Clube e os seus adeptos, Álvaro Pacheco avança com esta queixa-crime por difamação, por si mas também pelos Vitorianos que não merecem que quem dirige a instituição não lhes diga toda a verdade de todos os factos. | ” |
| — Álvaro Pacheco (via assessoria de imprensa). | |   |

A rescisão de ambas as partes fomentaram um acordo de Álvaro Pacheco com o Vasco, que já havia negociado com o treinador antes. Pacheco terminou sua passagem com 42 jogos, sendo 22 vitórias, seis empates e 14 derrotas. O time estava em quinto lugar no Campeonato Português, quando o treinador saiu, e teve sua vaga assegurada na próxima Liga Conferência.
Mesmo não tendo participado do último jogo contra o Arouca, válido pelo Campeonato Nacional, o treinador esteve presente em boa parte da competição, com o clube fechando a temporada com o recorde de pontuação no campeonato (63 pontos), superando os 62 pontos que tinha sido atingido em 1995–96 e 2016–17. Ele foi eleito o terceiro melhor treinador da Liga Portuguesa, em premiação do jornal Record, de Portugal.

### Vasco da Gama
Em 19 de maio de 2024, o treinador desembarcou no Rio de Janeiro para assumir o comando do Vasco da Gama. O português veio em vôo direto de Lisboa e chegou pelo salão nobre do aeroporto do Galeão, onde falou rapidamente com a imprensa, afirmando sua grande vontade de ajudar o clube, que não começou bem o Campeonato Brasileiro, reconhecendo sua história e os títulos importantes que conquistou. No dia seguinte, visitou as instalações do clube, conhecendo o elenco e motivou os atletas pedindo a união de todos na busca da classificação para as oitavas de final, contra o Fortaleza, válido pela Copa do Brasil. Por não ter ainda assinado o contrato e não ter sido regularizado antes do início dessa fase da competição, ele não pôde estar a beira do campo comandando a equipe.
Em 21 de maio de 2024, foi anunciado de forma oficial a sua contratação. Seu contrato é válido até o fim deste ano, com a possibilidade de renovação por mais uma temporada.
No dia 2 de junho de 2024, na sétima rodada do Campeonato Brasileiro, Álvaro estreou no comando do cruzmaltino em pleno Maracanã. No jogo, o atacante vascaíno Pablo Vegetti marcou o primeiro gol, mas os jogadores do Flamengo reverteram a situação e terminaram com o placar de 6 a 1. Essa se tornou a maior goleada do time rubro negro diante o Vasco na história do Clássico.
O treinador começou muito mal sua passagem no clube e no dia 19 de junho de 2024, após a partida contra o Juventude, válido pelo Campeonato Brasileiro, foi cogitado sua demissão logo após o revés da partida.
Um dia depois após o jogo, no dia 20 de junho, o clube anunciou nas redes sociais a demissão do técnico e sua comissão técnica, assim, encerrando seu trabalho breve pelo Vasco, com 4 jogos pelo clube, sendo 3 derrotas e 1 empate. Sua equipe sofreu dez gols e marcou apenas um gol.
Pacheco comandou o clube durante 30 dias, isso fez com que ele fosse o segundo treinador que ficou menos tempo no comando da equipe. Celso Roth, em 2010, ficou apenas 25 dias; porém ele só abdicou do posto após pedir demissão, diferente do português que saiu do cargo após escolha do presidente Pedrinho.
Em uma entrevista realizada em março de 2025, Álvaro relembrou sua passagem na equipe cruzmaltina, classificando a como uma "desilusão", já que o mesmo acredita que sua saída tenha sido justificada pela troca de administração da 777 Partners para o retorno do controle do clube associativo. Ainda em suas palavras, declarou que o Vasco é um clube gigantesco, com uma massa associativa diferente.

### Al-Orobah
Em 24 de julho de 2024, pouco mais de um mês após deixar o comando do Vasco, o treinador Álvaro Pacheco foi anunciado pelo Al-Orobah, time recém-promovido para a elite do futebol da Arábia Saudita.
Em 1 de janeiro de 2025, deixou o clube por justa causa, alegando que não recebeu salário por diversos meses e também estava insatisfeito com outras promessas não cumpridas pelo clube.

## Estilo de jogo
Álvaro Pacheco utiliza princípios do jogo posicional e valoriza transições rápidas, sempre focando em identificar e atacar os espaços. Com um estilo típico da escola portuguesa, organiza seus times para atuarem com pressão alta no campo adversário e uma saída de bola com passes limpos. Prefere a formação 4-3-3, com uma linha defensiva de quatro jogadores, mas adapta-se ao contexto e às características de seu elenco. No Vitória de Guimarães, por exemplo, costuma jogar com três zagueiros, em um 3-5-2.

## Estatísticas como treinador
Atualizado em 2 de janeiro de 2025[carece de fontes?]
| Clube         | Jogos | Vitórias | Empates | Derrotas | Aproveitamento |
| ------------- | ----- | -------- | ------- | -------- | -------------- |
| Lixa          | 34    | 19       | 4       | 11       | 56%            |
| Fafe          | 30    | 19       | 8       | 3        | 63%            |
| FC Vizela     | 120   | 55       | 32      | 33       | 46%            |
| Estoril Praia | 8     | 3        | 1       | 4        | 38%            |
| Vitória SC    | 32    | 18       | 5       | 9        | 56%            |
| Vasco da Gama | 4     | 0        | 1       | 3        | 8%             |
| Al-Orobah     | 14    | 4        | 1       | 9        | 30,95%         |
| Total         | 242   | 118      | 52      | 72       | 55,92%         |

## Títulos como treinador

#### Vizela
- Terceira Liga Portugal: 2019–20[40]

### Prêmios individuais
- Melhor treinador da Segunda Liga de 2020-21[6]
- Terceiro melhor treinador da Primeira Liga: 2023–24 (Record)